# The Dream (In This Moment)
| Recensione   | Giudizio |
| ------------ | -------- |
| AllMusic     | [ 1 ]    |
| Sputnikmusic | [ 2 ]    |

The Dream è il secondo album in studio del gruppo heavy metal statunitense In This Moment, pubblicato il 30 settembre 2008 dalla Century Media Records. 

## Il disco
A differenza del primo album della band, in The Dream la cantante Maria Brink utilizza più spesso la voce pulita, a scapito dello scream. La cantante descrive il cambiamento come più stimolante e tranquillo. In un'intervista con MTV Maria spiega:
(Maria Brink, MTV)
Il 30 giugno 2009, è stata pubblicata l'edizione limitata, intitolata The Dream: The Ultra Violet Edition.

## Tracce
Testi di Maria Brink, musiche di In This Moment e Kevin Churko.
1. The Rabbit Hole – 1:00
2. Forever – 4:21
3. All for You – 4:55
4. Lost at Sea – 3:46
5. Mechanical Love – 3:37
6. Her Kiss – 4:30
7. Into the Light – 4:12
8. You Always Believed – 3:40
9. The Great Divide – 4:11
10. Violet Skies – 3:56
11. The Dream – 4:42

Limited Edition Digipack
1. Forever (Radio Edit) – 3:52
2. Forever (Instrumental) – 4:21

Japanese Edition
1. Sailing Away – 4:00
2. Forever (Instrumental) – 4:21
3. Forever (Radio Edit) – 3:52

UK Edition
1. Call Me (Blondie Cover) – 3:18
2. A Dying Star – 4:35
3. Sailing Away – 4:00

Ultra Violet Edition
1. Call Me (Blondie Cover) – 3:18
2. Sailing Away – 4:00
3. A Dying Star – 4:36
4. Forever (Radio Edit) – 3:52
5. Call Me (Instrumental) – 3:18

Limited Edition
1. Forever (Radio Edit) – 3:52
2. Forever (Album Version) – 4:21
3. Forever (Instrumental) – 4:21
4. A Journey Into the Rabbit Hole (Intervista) – 30:51

## Formazione
Hanno partecipato alle registrazioni secondo le note dell'album:
In This Moment
- Maria Brink – voce, pianoforte
- Chris Howorth – chitarra solista
- Jesse Landry – basso
- Blake Bunzel – chitarra ritmica
- Jeff Fabb – batteria

Tecnici
- Kevin Churko – produttore, ingegneria del suono, missaggio
- Jeff Welch – ingegnere aggiunto, Pro tools
- Vinny – ingegnere aggiunto

## Classifiche
| Classifica (2008-2009)                   | Posizione più alta |
| ---------------------------------------- | ------------------ |
| Regno Unito (Rock and Metal Album (OCC)) | 32                 |
| Stati Uniti (Billboard 200)              | 73                 |
| Stati Uniti (hard rock)                  | 12                 |